# Son Pelai
Son Pelai o Son Pelai d'Aiamans és una possessió mallorquina, situada en el terme municipal de Lloseta, en el lloc d'Aiamans, entre el nucli urbà i el torrent de s'Estorell.

## Aiamans
Son Pelai va ser una possessió establerta damunt una part considerable de les terres de la primitiva alqueria d'Aiamans, cedida a Arnau de Togores. Segons Jaume Capó, poc després de la conquesta ja s'inicià el fraccionament emfitèutic d'Aiamans a altres propietaris. En el segle xiv sobresortí com a propietari principal Bartomeu Pujol i, més tard, Guillem Durban, que també va ser propietari d'una part de s'Estorell. El 25 de maig de 1530, Pere Forns, rebesnet de Guillem Durban, vengué la possessió d'Aiamans al magnífic Pelai Fuster. El nom de Pelai, inicialment "Aiamans del senyor Pelai Fuster", seria l'origen del topònim identificador de l'indret a partir de llavors.

## Son Pelai

### Seglesxviixvii
Els límits originaris de Son Pelai d'Aiamans foren: el camí reial que va de Ciutat a Inca, el torrent d'Almadrà o de s'Estorell, la possessió de l'Estorell del magnífic Felip de Pacs Fuster, la possessió de Tofla dels Villalonga, la possessió de Morneta del magnífic Ramon de Torrella, la possessió de Bernat Gelabert, trossos de terra d'en Lledó i altres del mateix Pelai Fuster. El comprador ajuntà a aquestes terres les vinyes que tenia a l'altra part del torrent i el tros anomenat la Bassa, avui sa Màniga.
La valoració de Son Pelai segons el cadastre de 1578 va ser de 10.000 lliures. Els compradors tenien el domini útil sobre la propietat, el domini directe va ser conservat pel comte d'Aiamans i baró de Lloseta, amb els drets senyorials que això comportava. El 1635 fou fieïcomesa per Joan Fuster, cavaller de l'orde de Calatrava. El 1678 era del noble Joan Fuster. Tenia cases, amb tafona, dos cellers, dos alambins d'aram i dos de fer aigües. Estava dedicada a olivars, garroverars, vinyes i cereals i llegums. Posseïa la pertinença dita sa Casa Mata. L'any 1663 tenia terres que no es conraven moltes terres incultes i garrigues, per això Joan de Sales i Fuster va fer establiments per fer-hi vinya, i demanà al magnífic Miquel Joan Ballester de Togores, comte d'Aiamans, que fes la gràcia de reduir el delme i tasca com ho tenien els establidors de Lloseta, cosa que el comte concedí, però sols per les vinyes que es plantassin ço és de la Casa Mata al camí d'Inca. El 1688 era d'Antoni Fuster, abans de Sales, i estava valorada en 30.000 lliures.

### Segles XVIII, XIX i XX
El 1721, les pastures, brostes i una guarda de 24o ovelles feien una renda anual de 80 lliures., tres quintars de formatge, dos porcs, dos anyells i dues ovelles. El 1735 hi havia a les cases una capella amb un quadre, a l'altar. de Santa Maria Magdalena de Pazzi. El 1740 era de Joan Fuster de Sales i Berga, que hi va fer construir un gran aljub entre el 1740 i 1741. obra del mestre picapedrer Antoni Rosselló. En el segle xviii confrontava amb Tofla, Morneta, Son Ramon i la comuna de Lloseta. La família Fuster en va ser la propietària fins al segle xix. Era una possessió molt important com es pot constatar en els cadastres. En el de 1773 el seu valor s'avaluà en 34.000 lliures.